# Pareugyrioides chardyi
Pareugyrioides chardyi är en sjöpungsart som beskrevs av Monniot 1977. Pareugyrioides chardyi ingår i släktet Pareugyrioides och familjen kulsjöpungar. Inga underarter finns listade i Catalogue of Life.